# Blanche-Fesse et les Sept Mains
 (juillet 2025).
Motif : Rien ne prouve que « ce film est connu comme étant une parodie sexuelle du film d'animation Blanche-Neige et les Sept Nains ».
- Archive Wikiwix
- Bing
- Cairn
- DuckDuckGo
- E. Universalis
- Gallica
- Google
- G. Books
- G. News
- G. Scholar
- Persée
- Qwant
- (zh) Baidu
- (ru) Yandex
- (wd) trouver des œuvres sur Wikidata

| 1. | Préciser le motif de la pose du bandeau. | Précisez le motif de la pose du bandeau en utilisant la syntaxe suivante : {{admissibilité à vérifier\|date=juillet 2025\|motif=remplacez ce texte par le motif}}                                    |
| 2. | Informer les utilisateurs concernés.     | Pensez à avertir le créateur de l'article, par exemple, en insérant le code ci-dessous sur sa page de discussion : {{subst:avertissement admissibilité à vérifier\|Blanche-Fesse et les Sept Mains}} |

 Pour plus de détails, voir Fiche technique et Distribution
Blanche-Fesse et les Sept Mains est un film pornographique français, d'une durée de 80 minutes, réalisé par Michel Caputo, sorti en 1981.
Le film est connu comme étant une parodie sexuelle du film d'animation Blanche-Neige et les Sept Nains, sorti en 1937 des studios Disney.

## Distribution
« Blanche-Fesse et les Sept Mains » (présentation de l'œuvre), sur l'Internet Movie Database
- Hélène Shirley : Blanche-Fesse
- Gabriel Pontello
- Dominique Aveline
- Pierre Oudrey
- Bérénice Genre
- Maryse Bruno
- Tina Leoni
- Brigitte Sageon